# Paul Carter
Paul Mazique Carter (Los Angeles, 2 giugno 1987) è un ex cestista statunitense, professionista nella D-League e in Europa.
È il figlio di Ron Carter.